# Günter Drews
Günter Drews (* 9. Juli 1967 in Berlin) ist ein ehemaliger deutscher Fußballspieler.

## Werdegang
Als gebürtiger Berliner begann Günter Drews seine Fußballlaufbahn erst spät beim SC Mariendorf, der später mit dem Mariendorfer BC zum Mariendorfer SV 06 fusionierte. Von dort wechselte er zum BFC Preussen.
Drews debütierte für Bayer 04 Leverkusen am 5. März 1985 in der Bundesliga, als er beim 3:1-Heimsieg gegen Eintracht Frankfurt in der 89. Minute für Falko Götz eingewechselt wurde. Sein erstes Bundesligator gelang ihm zwei Jahre später, beim 2:1-Heimsieg gegen den VfL Bochum am 2. Mai 1987. Nach 46 Spielen für Bayer wechselte er im Sommer 1987 zum Ligakonkurrenten Hannover 96. Hier spielte er in zwei Jahren 43 Mal und erzielte acht Tore. Nach dem Abstieg in die 2. Bundesliga 1989 ging Drews zum 1. FC Nürnberg. Hier konnte er sich jedoch nicht durchsetzen und bestritt bis 1992 nur 23 Spiele.
1992 wechselte Drews in die Schweiz zu AC Bellinzona. Im Frühjahr 1994 kehrte er jedoch wieder nach Deutschland zurück und ging zur SpVgg Fürth in die Bayernliga. Nach geglückter Qualifikation für die Regionalliga bestritt er in der Spielzeit 94/95 noch zwölf Spiele in der neuen Spielklasse. 1995 wechselte er zur SpVgg Bayreuth.
Einer der größten Erfolge in der Laufbahn Drews, der insgesamt 112 Bundesligapartien bestritt und zehn Tore erzielen konnte, war der 2:0-Finalsieg bei der U-16-Fußball-Europameisterschaft 1984.
Bis Ende 2009 trainierte Günter Drews die A-Jugend und die 2. Herrenmannschaft des TSV 04 Feucht. Seit Ende 2010 trainiert er die A2-Jugend des SK Lauf.

## Erfolge
- U-16-Europameister: 1984